# 第27飛行隊 (南アフリカ空軍)
第27飛行隊（だい27ひこうたい、27 Squadron SAAF）は、かつて存在した南アフリカ空軍の飛行隊である。1942年8月24日に設立され、1945年11月に廃止。1951年1月に再設立され、1958年に廃止。1962年10月に再設立され、1990年10月に廃止。